# (13824) Kramlik
(13824) Kramlik (1999 VG86) – planetoida z pasa głównego asteroid okrążająca Słońce w ciągu 3,46 lat w średniej odległości 2,29 j.a. Odkryta 5 listopada 1999 roku.